# Ismaël Gentz
Ismaël Gentz, né à Berlin le 18 juin 1862 et mort à Berlin le 20 octobre 1914, est un peintre prussien.
Fils de Wilhelm Gentz, dont il est l'élève, il fait don en 1892 d'un dessin de son père au musée du Luxembourg, puis, en 1914 à la même institution, d'un de ses tableaux, La Synagogue de Tripoli . Ce tableau fut transféré au musée national d'Art moderne, puis reversé en 1980 au musée du Louvre et déposé au musée d'art et d'histoire du judaïsme.

## Œuvres passées en ventes publiques
- Adolph von Menzel sur son lit de mort, 1905, dessin, 28 par 37,5, chez Reiss & Sohn, Konigstein-am-Taunus, lot 111, 24 novembre 2000, adjugé 2 000 DM.
- Portrait du conseiller Professeur Docteur Gurlitt à son bureau, huile sur toile, 48,5 par 31,5, chez Bassenge, Berlin, lot 5953, 1er décembre 2006, adjugé 400 €.

## Note
1. ↑  Reproduction de La Synagogue de Tripoli.